# NGC 2603
NGC 2603 is een compact sterrenstelsel in het sterrenbeeld Grote Beer. Het hemelobject werd op 9 februari 1850 ontdekt door Johnstone Stoney, assistent van de Ierse astronoom William Parsons.

## Synoniemen
- PGC 3133653